# Rupprecht Grzimek
Rupprecht Grzimek (* 16. Oktober 1923 in Brauchitschdorf, Provinz Niederschlesien; † 25. März 2022 in Pfaffenhofen an der Ilm) war ein deutscher Offizier der Wehrmacht und Bundeswehr, zuletzt im Dienstgrad Brigadegeneral, sowie Abteilungsleiter im Bundesnachrichtendienst.

## Leben

### Wehrmacht
Grzimek wurde als Sohn eines Landwirtes, Pächter eines Rittergutes und Majors der Reserve geboren. Rupprecht Grzimek legte 1942 das Abitur am Gymnasium in Lüben ab und trat am 23. Februar 1942 als Freiwilliger und Reserveoffizierbewerber bei der Panzeraufklärungslehrabteilung in Potsdam-Krampnitz in die Wehrmacht ein. Von Mai 1942 bis September 1943 war er als Gefreiter Kradschütze und Melder im Kradschützenlehrbataillon der 11. Panzer-Division und mit dieser in Russland eingesetzt. Von Dezember 1943 bis Juni 1944 nahm er am 15. Fahnenjunker-Lehrgang an der Kriegsschule Königsbrück und am Oberfähnrich-Lehrgang in Lingen (Ems) teil. Am 1. April 1944 wurde er zum Leutnant der Reserve befördert. Im Juni 1944 war er Zugführer im Panzerausbildungs-Ersatzbataillon 6 in Iserlohn. Von Juli bis Oktober 1944 war er Zugführer, Ordonnanzoffizier und Kompanieführer der Panzeraufklärungslehrabteilung 21 in Frankreich im Raum Lothringen.

### Kriegsgefangenschaft und Privatwirtschaft
Am 30. Oktober 1944 geriet Grzimek in US-amerikanische Kriegsgefangenschaft. Am 15. Juli 1945 wurde er den Franzosen übergeben und konnte in der Nacht vom 18. auf den 19. Juli 1945 aus dem Kriegsgefangenenlager Dietersheim bei Bingen am Rhein fliehen. Von August 1945 bis Juni 1946 war er Landarbeiter bei Feger in Hagen. Dann besuchte er von Juli bis Oktober 1946 die erste deutsche Journalistenschule in Aachen. Von Januar 1947 bis August 1947 war er Gleisbau-Arbeiter bei der Reichsbahndirektion Wuppertal. Anschließend war er von August 1947 bis August 1948 Hilfsarbeiter/Installationshelfer im Gaswerk Hagen. Von August 1948 bis April 1951 absolvierte er eine Berufsausbildung als Buchhändler und Kaufmann im Vertrieb bei der Firma Fischer & Co. in Hagen. Danach war er von Mai 1951 bis Januar 1955 Vertriebsangestellter bei der Firma Elbern, die im Buch- und Zeitschriftenvertrieb tätig war. Von Februar 1955 bis März 1956 war er Vertriebsinspektor bei der Westfalenpost in Hagen.

### Bundeswehr und Bundesnachrichtendienst
Am 11. März 1956 trat Grizmek als Oberleutnant in die Bundeswehr ein und war zunächst Prüfoffizier in der Annahmeorganisation Düsseldorf. Im November 1956 wurde er Adjutant beim Stellvertretenden Inspekteur des Heeres (Peter von der Groeben), am 22. März 1957 zum Hauptmann ernannt und im April 1957 Adjutant beim Divisionskommandeur der 4. Grenadierdivision (Hellmuth Laegeler). Im Oktober 1958 wurde er Kompaniechef in der Panzeraufklärungsabteilung 4 in Weiden in der Oberpfalz und in Roding.
Von Oktober 1959 bis Dezember 1960 absolvierte Grzimek den 3. Generalstabslehrgang Heer an der Führungsakademie der Bundeswehr in Hamburg, wo er zum Offizier im Generalstabsdienst ausgebildet wurde. Dort wurde er am 15. November 1960 zum Major befördert. Anschließend wurde er erstmalig als Referent in den Bundesnachrichtendienst versetzt, wo er am 30. März 1965 zum Oberstleutnant ernannt wurde. Im April 1966 kehrte er als Generalstabsoffizier für Militärisches Nachrichtenwesen (G 2) des II. Korps in Ulm in die Bundeswehr zurück. Im April 1969 wurde Grzimek erneut zum Bundesnachrichtendienst versetzt, wo er Referatsleiter wurde. Am 16. November 1971 erfolgte die Ernennung zum Oberst. Im September 1975 wurde er zum Abteilungsleiter im Bundesnachrichtendienst und im Oktober 1981 zum Brigadegeneral ernannt. Mit Ablauf des März 1984 wurde er in den Ruhestand versetzt.

## Privates
Grzimek war verheiratet und hatte vier Kinder. Als Pensionär lebte er in Eichstätt-Buchenhüll. Er verstarb am 25. März 2022 in Pfaffenhofen an der Ilm.

## Auszeichnungen
- Panzerkampfabzeichen in Bronze (10. Februar 1942)
- Eisernes Kreuz II. Klasse (9. August 1944)
- Verwundetenabzeichen in Silber (26. September 1944)
- Verdienstkreuz 1. Klasse des Verdienstordens der Bundesrepublik Deutschland (11. August 1983)

## Schriften
- Gerhard Grzimek, Rupprecht Grzimek: Die Familie Grzimek aus Oberglogau in Oberschlesien. In: Gerhard Geßner (Hrsg.): Deutsches Familienarchiv. Ein Genealogisches Sammelwerk. Band 10. Degener, Neustadt an der Aisch 1959; ISSN 0012-1266. 4. Ausgabe: Herder-Institut, Reutlingen 2000.